# Euphaedra (Euphaedrana) laboureana
Euphaedra (Euphaedrana) laboureana es una especie de  Lepidoptera, de la familia Nymphalidae,  subfamilia Limenitidinae, tribu Adoliadini, pertenece al género Euphaedra, subgénero (Euphaedrana).

## Subespecies
- Euphaedra (Euphaedrana) laboureana laboureana
- Euphaedra (Euphaedrana) laboureana eburnensis (Hecq, 1979)
- Euphaedra (Euphaedrana) laboureana bernaudi (Hecq, 1997)

## Localización
Esta especie de Lepidoptera se encuentra distribuida en Guinea, Camerún y Liberia (África). 